# Monty Norman
Monty Norman (Stepney (Londen), 4 april 1928 – Slough, 11 juli 2022) was een Brits zanger en filmmuziekcomponist. Zijn bekendste werk is de themamuziek van de James Bondfilms, het James Bond Theme.

## Biografie
Norman werd geboren in het East End van Londen als kind van Joodse ouders. Zijn vader kwam oorspronkelijk uit Letland, maar reisde al op jonge leeftijd naar Engeland met zijn moeder (Normans oma).
Norman ging zich interesseren voor een zangcarrière tijdens zijn dienst bij de RAF. In de jaren vijftig en zestig was Norman zanger in voornamelijk big bands zoals Cyril Stapleton, Stanley Black Ted Heath en Nat Temple. Hij zong ook bij verschillende shows, en was net als Benny Hill, Harry Secombe, Peter Sellers, Spike Milligan, Harry Worth, Tommy Cooper, Jimmy James, Tony Hanock, Jimmy Edwards en Max Miller een echte publiekstrekker.
Het liedje "False Hearted Lover" was internationaal succesvol.
Eind jaren zestig keerde hij zingen de rug toe en ging hij componeren voor artiesten als Cliff Richard, Tommy Steele, Count Basie en Bob Hope. Nog later ging hij teksten voor musicals schrijven (zoals Make Me An Offer, die werd genomineerd voor een Tony Award) en uiteindelijk ook filmmuziek. Hij schreef onder andere de muziek voor de sciencefictionklassieker The Day the Earth Caught Fire en de eerste James Bondfilm Dr. No.
Norman overleed na een kort ziekbed in een ziekenhuis in Slough. Hij werd 94 jaar oud.

## Plagiaat
Of Norman werkelijk The James Bond Theme heeft geschreven wordt betwijfeld. Onder andere The Sunday Times berichtte in 2001 dat de originele melodieën geschreven zouden zijn door John Barry, de filmcomponist van onder andere Dances With Wolves en twaalf James Bondfilms. Twee rechtszaken die hierop volgden werden echter door Norman gewonnen.